# Andesembia lojae
Andesembia lojae är en insektsart som beskrevs av Ross 2003. Andesembia lojae ingår i släktet Andesembia och familjen Andesembiidae.
Artens utbredningsområde är Ecuador. Inga underarter finns listade i Catalogue of Life.